# Stina Werenfels
Stina Werenfels (* 1964 in Basel) ist eine Schweizer Filmemacherin.

## Leben und Werk
Stina Werenfels wurde in Basel geboren und verbrachte ihre frühe Kindheit in den USA, Spanien und Griechenland. 1983 machte sie die Matura am Freien Gymnasium Zürich. Sie studierte Pharmazie an der ETH Zürich, wo sie 1987 das Assistenzdiplom erwarb. Von 1988 bis 1990 studierte sie Philosophie und Filmwissenschaften an der Universität Zürich, arbeitete als freie Journalistin und drehte ihre ersten Kurzfilme. An der Tisch School of the Arts der New York University absolvierte sie von 1991 bis 1994 ein Filmstudium und belegte Meisterklassen bei Spike Lee und Arthur Penn. Laut eigener Aussage habe die dortige Dozentin Marketa Kimbrell Werenfels' Entwicklung am meisten geprägt. Ihr in den USA 1994 erstellter erster Dokumentarfilm im Milieu chassidischer Juden, Fragment from the Lower East Side, wurde vielfach prämiert.
1998 realisierte Werenfels in der Schweiz ihren ersten Kurzspielfilm Pastry, Pain & Politics. Die politische Komödie wurde am Locarno Film Festival in der Sektion Pardi di Domani aufgeführt erhielt gute Kritiken sowie drei Auszeichnungen, darunter 1999 den Schweizer Filmpreis als bester Kurzfilm.
Im Dokumentarfilm «ID Swiss» über die multikulturelle Schweiz realisierte Werenfels als eine von sieben Beitragenden die Episode «Making of a Jew». Die protestantisch aufgewachsene Werenfels thematisierte ihre jüdische Abstammung aufgrund ihrer Grossmutter mütterlicherseits.
Werenfels realisierte im Weiteren einen Beitrag für die Ausstellung «So einfach war das» in den jüdischen Museen in Hohenems und Berlin.
Werenfels arbeitete für das Schweizer Fernsehen und führte Regie für den 2003 erschienenen Film Meier Marylin mit Bettina Stucky.
Das Drehbuch für ihren ersten Spielfilm wäre 2001 fertig gewesen. Für das Drehbuch hatte Werenfels selber im Backoffice einer Bank recherchiert. Aufgrund der Börsenbaisse musste das Drehbuch jedoch umgearbeitet werden. Der resultierende Spielfilm Nachbeben debütierte an der Berlinale 2006 in der Sektion Panorama. Mit Nachbeben habe Werenfels laut eigener Aussage „den Weg des Geldes und seiner möglichen Kollateralschäden im menschlichen Bereich verfolgen“ wollen. Der Film wurde mit dem Spezialpreis der Jury des Schweizer Filmpreises für das «Beste Ensemble» 2007 ausgezeichnet. Kritiker hätten laut WOZ «von einer Intensität, wie sie im Schweizer Film leider allzu selten ist» gesprochen, von einem «fast Ibsenschen Sittenbild», das im Tagesspiegel mit Raffgier sowie „Scham- und Gewissenlosigkeit“ beschrieben worden war, worauf der Film laut Tagesspiegel eine Satire darstelle.
Der Spielfilm Dora oder die sexuellen Neurosen unserer Eltern gelangte 2015 im Panorama der Berlinale zur Uraufführung. In diesem Film, auf Grundlage des gleichnamigen Theaterstücks von Lukas Bärfuss, erzählt Werenfels die Geschichte einer jungen Frau mit geistiger Behinderung und thematisiert Fragen der weiblichen Selbstbestimmung über den eigenen Körper und der Mündigkeit. Victoria Schulz in der Hauptrolle spielte neben Lars Eidinger und wurde mehrmals für ihre darstellerische Leistung ausgezeichnet. Zum Film schrieb Elke Schmitter, man komme nicht jede Woche „erschlagen“ aus dem Kino, nicht einmal jedes Jahr, aber bei diesem Film sei das mit ihr geschehen. Der Film führe „an den Abgrund schlummernder Gewissheiten“: Wo Dialoge, Kameraführung, Schnitt und Schauspielkunst zusammen stimmten, würden „die Figuren und ihre Konflikte so an Herz und Nieren gehen, dass der Verstand sich nicht distanzieren kann“. Der Film gewann 2016 am Festival International des Films des Femmes in Créteil den «Grand Prix du Jury Fiction».
Stina Werenfels war unter den Gründern und aufgrund eines Darlehens auch im Verwaltungsrat des Kulturhaus Kosmos in Zürich. Ihr gehört die Produktionsfirma AleppoFilms GmbH.
Werenfels ist Mitglied der Schweizerischen Filmakademie.
Seit 2008 ist Werenfels Dozentin an der Zürcher Hochschule der Künste (ZHdK) in der Fachrichtung Film Musik und Theater. Ebenfalls doziert sie an der Accademia Teatro Dimitri, wo Studierende Kurzfilme für den Schweizer Pavillon der Expo Dubai 2020 unter der Leitung Werenfels' realisierten.
Werenfels ist verheiratet mit dem Filmregisseur und -produzenten Samir und lebt in Zürich.

## Filmografie
- 1991: Piekser – Letzter Badetag am Wannsee (Kurzfilm)
- 1994: Fragment from the Lower East Side (Dokumentarfilm)
- 1998: Pastry, Pain & Politics (Kurzspielfilm)
- 1999: ID Swiss, Segment Making of a Jew (Dokumentarfilm)
- 2003: Meier Marilyn (TV-Spielfilm)
- 2006: Nachbeben (Spielfilm)
- 2015: Dora oder die sexuellen Neurosen unserer Eltern (Spielfilm)